# Cmentarz wojenny nr 235 – Słotowa
Cmentarz wojenny nr 235 w Słotowej – cmentarz z I wojny światowej, zaprojektowany przez Gustava Rossmanna znajdujący się we wsi Słotowa w powiecie dębickim. Jeden z ponad 400 zachodniogalicyjskich cmentarzy wojennych zbudowanych przez Oddział Grobów Wojennych C. i K. Komendantury Wojskowej w Krakowie. 
Należy do V Okręgu Cmentarnego Pilzno.
Na cmentarzu pochowano 30 żołnierzy w 3 mogiłach zbiorowych i 10 grobach pojedynczych:
- 22 austro-węgierskich
- 8 rosyjskich

poległych w 1915.